# Saissetia jocunda
Saissetia jocunda är en insektsart som beskrevs av De Lotto 1957. Saissetia jocunda ingår i släktet Saissetia och familjen skålsköldlöss. Inga underarter finns listade i Catalogue of Life.